# 11770 Рудомінковскі
11770 Рудомінковскі (11770 Rudominkowski) — астероїд головного поясу, відкритий 30 вересня 1973 року.
Тіссеранів параметр щодо Юпітера — 3,184.